# Джако Пасториъс
Джон Френсис Ентъни Пасториъс (на английски: John Francis Anthony Pastorius III), известен като Джако Пасториъс (на английски: Jaco Pastorius), е американски джаз музикант, композитор, лидер на биг бенд и бас китарист.
Кариерата му се развива в три направления: първото е работата му с „Уедър Рипорт“, където свири от 1976 до 1981 година; второто са съвместните проекти с Пат Матини, Джони Мичъл и други, и третото са неговите солови албуми.
Неговият стил се свързва с висококачествена техника, фънк с латино нотки, лирични сола на бас китара без прагчета, басови акорди, както и новаторство в хармониката. Влиза в Залата на славата на джаза на Даун Бийт през 1988 година. Той е едва един от общо 7 бас китаристи, които получават това отличие (както и единственият с електрическа бас китара).
На 11 септември 1987 г. Пасториъс се промъква на сцената на концерт на Карлос Сантана в „Сънрайз Мюзикъл Тиътър“ в Сънрайз, Флорида. След като е изгонен от помещенията, той се отправя към Midnight Bottle Club в Wilton Manors. След като рита стъклена врата на заведението и му е отказан достъп до клуба, той се замесва в жестока конфронтация с Люк Хаван, служител на клуба, който е експерт по бойни изкуства. След побоя Пасториъс е хоспитализиран за множество фрактури на лицето и наранявания на дясното око и лявата ръка. Изпада в кома. Няколко дни по-късно изпада в мозъчна смърт. Умира на 21 септември 1987 г. на 35-годишна възраст в Общия медицински център Брауърд във Форт Лодърдейл. Погребан e в родната си енория. 
Люк Хаван е обвинен в убийство втора степен. Той се признава за виновен в непредумишлено убийство и е осъден на двадесет и два месеца затвор и пет години изпитателен срок. След като излежа четири месеца в затвора, той е освободен условно за добро поведение.